# Tętnica

Główne tętnice człowieka.

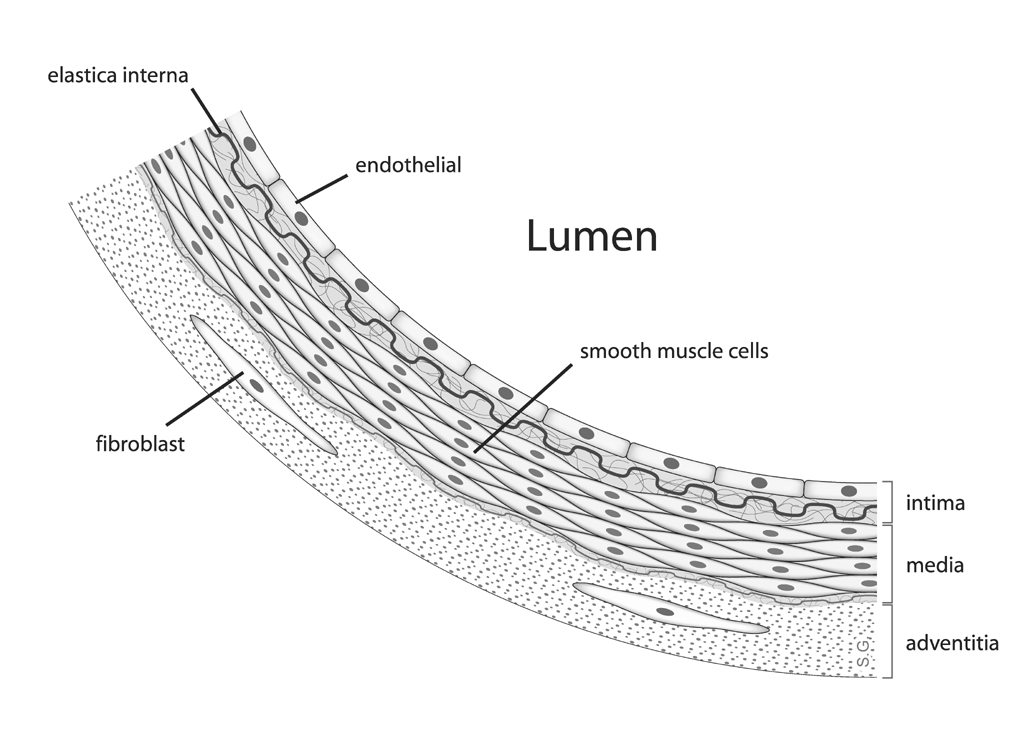
Przekrój poprzeczny ściany tętnicy (opis w języku angielskim).

Tętnica, naczynie tętnicze (łac. arteria) – makroskopowo widoczne naczynie krwionośne o nieprzepuszczalnej ścianie, które bez względu na fizjologiczny skład krwi, prowadzi krew z serca do narządów ciała. Układ naczyń tętniczych jest połączony z układem naczyń żylnych poprzez sieć naczyń włosowatych.

## Budowa makroskopowa tętnic
W żyjącym organizmie tętnice mają postać różowawych, tętniących cew, rozszerzających się i zwężających zgodnie z pracą serca. Ruchy tętnic nazywa się tętnieniem (łac. pulsatio). Za sprężystość tętnic odpowiada duża ilość tkanki łącznej sprężystej znajdująca się w ich ścianach.
Po śmierci organizmu tętnice mają barwę białawą i zazwyczaj nie zawierają krwi, przepchniętej przez umierające serce do naczyń włosowatych i żylnych. W związku z tym przekroje zieją, tzn. ich światło jest otwarte. Stało się to podstawą przeświadczenia uczonych starożytności i średniowiecza, że tętnice wypełnione są powietrzem (łac. aër, w tym znaczeniu pulsus vitalis).

## Budowa mikroskopowa ściany tętnicy
Ściany tętnic składają się z, w różnym stopniu rozwiniętych, warstw:
- warstwa wewnętrzna lub błona wewnętrzna (łac. tunica intima) - utworzona przez komórki śródbłonka i leżącej pod nimi luźnej tkanki łącznej, która może zawierać komórki mięśniówki gładkiej i nieliczne fibroblasty; przeważnie najcieńsza;
- błona sprężysta wewnętrzna (łac. membrana elastica interna) - utworzona z włókien sprężystych; zaliczana do warstwy wewnętrznej;
- warstwa środkowa lub błona środkowa (łac. tunica media) - utworzona przez ułożone okrężnie komórki mięśniowe gładkie, włókna lub blaszki sprężyste oraz włókna kolagenowe;
- błona sprężysta zewnętrzna (łac. membrana elastica externa);
- warstwa zewnętrzna, przydanka lub błona zewnętrzna (łac. tunica adventitia lub tunica externa) - utworzona z włókien kolagenowych przytwierdzających ścianę naczynia do otaczającej tkanki łącznej wiotkiej; może zawierać ponadto włókna sprężyste, komórki tkanki łącznej (fibroblasty, makrofagi, komórki tuczne), komórki mięśniówki gładkiej i naczynioruchowe włókna nerwowe (zazwyczaj nie wnikają do warstwy środkowej); w obrębie przydanki dużych naczyń znajdują się również tzw. naczynia naczyń (łac. vasa vasorum), mogące rozgałęziać się również w zewnętrznych 1/3-2/3 grubości warstwy środkowej.

## Typologia i fizjologia
Pod względem wielkości (średnicy) tętnice można podzielić na duże, średnie i małe, czyli tętniczki.

Pod względem budowy tętnice dzielą się na tętnice typu sprężystego, typu mięśniowego i o budowie pośredniej, czyli mieszane.

### Tętnice typu sprężystego
Duże naczynia w bezpośrednim sąsiedztwie serca. Zalicza się do nich aortę, pień ramienno-głowowy, tętnice szyjne wspólne i wewnętrzne, tętnice podobojczykowe, tętnice biodrowe wspólne oraz tętnice płucne. Na przekroju poprzecznym zbudowane są z (od światła naczynia):
- stosunkowo grubej (100 μm i więcej) błony wewnętrznej zawierającej fibroblasty i pojedyncze, podłużnie ułożone komórki mięśniówki gładkiej; można w niej wyróżnić śródbłonek, warstwę podśródnabłonkową (składającą się z zasadochłonnej istoty podstawnej i cienkich włókien sprężystych), warstwę środkową (z włókien sprężystych i klejodajnych) i warstwę zewnętrzną (zbudowaną jak poprzednia z dodatkiem podłużnych włókien mięśniowych gładkich);
- nieciągłej blaszki sprężystej wewnętrznej; niekiedy zupełnie jej brak;
- szerokiej błony środkowej zawierającej koncentrycznie ułożone blaszki sprężyste o grubości 2–3 μm i okienkowej budowie; ich liczba wynosi od 10 do 70 (w aorcie) i maleje wraz z oddalaniem się naczynia od serca. Blaszki sprężyste są od siebie oddalone o 5–15 μm, a pomiędzy nimi znajdują się komórki mięśniowe gładkie kształtu gwiazdowatego umocowane przez fibryle kolagenowe, włókna klejodajne i spiralnie ułożone, cienkie włókna sprężyste. Ilość i wielkość komórek mięśniowych wzrasta wraz ze wzrostem odległości od serca;
- słabo odgraniczonej blaszki sprężystej zewnętrznej;
- stosunkowo cienkiej przydanki, o luźnej łącznotkankowej budowie, z nielicznymi włóknami mięśniówki gładkiej i własną siecią naczyniową.

Budowa tętnic tego typu umożliwia amortyzowanie amplitudy ciśnień, co zmienia pulsacyjny przepływ krwi w ciągły. Podczas skurczu komór serca tętnica magazynuje część energii poprzez rozszerzenie swojej średnicy. Podczas rozkurczu nagromadzona energia wyzwalana jest w biernym skurczu naczynia (dzięki zawartości włókien sprężystych) i powoduje "popchnięcie" krwi na obwód. Dodatkowo, komórki mięśniówki gładkiej reagując na bodziec ciśnieniowy skurczem, spełniają rolę czynnika sprężystego czynnego.

### Tętnice mieszane
Tętnice o budowie przejściowej pomiędzy sprężystymi a mięśniowymi. Charakteryzują się występowaniem w błonie środkowej blaszek sprężystych przeplatanych okrężną mięśniówką gładką. Zalicza się do nich tętnicę szyjną zewnętrzną oraz tętnicę pachową.

### Tętnice typu mięśniowego
Większość naczyń tętniczych (małe i średnie oraz część dużych, np. tętnice biodrowe zewnętrzne). W obrazie mikroskopowym wyróżnia je sfałdowanie powierzchni wewnętrznej tętnicy. Są to odgałęzienia tętnic sprężystych mające cieńsze ściany. Na przekroju poprzecznym zbudowane są z (od światła naczynia):
- cienkiej (ale grubszej niż w tętniczkach) błony wewnętrznej;
- wyraźnej, grubej i pofałdowanej blaszki sprężystej wewnętrznej, czasami rozszczepionej na kilka warstw;
- błony środkowej - o budowie mięśniowej, składającej się z ciasno upakowanych komórek mięśniowych gładkich (25-40 warstw) o spiralnym lub okrężnym układzie, którym towarzyszy niewielka ilość błon i włókien sprężystych (biegnących promieniście od blaszki sprężystej zewnętrznej) oraz drobnych włókien kolagenowych;
- blaszki sprężystej zewnętrznej - ostro odgraniczonej od strony błony wewnętrznej (od tej strony zbudowanej gł. z włókien podłużnych), a stopniowo rozpraszającej się w przydance (z przewagą włókien klejodajnych);
- przydanki, niekiedy z obecnością podłużnie ułożonych komórek mięśniówki gładkiej.

Tętnice typu mięśniowego nazywa się również dystrybucyjnymi, ze względu na ich znaczną kurczliwość pozwalającą na regulację rozdziału krwi do poszczególnych obszarów unaczynienia.

#### Tętniczki
Do tętnic typu mięśniowego zaliczają się również tętniczki, inaczej tętnice małe lub arteriole (łac. arteriolae). Są to naczynia o średnicy od 70–100 μm do 0,3–2,0 mm. Na przekroju poprzecznym zbudowane są z (od światła naczynia):
- cienkiej błony wewnętrznej zawierającej śródbłonek i elementy łącznotkankowe podśródbłonkowe;
- blaszki (błony) sprężystej wewnętrznej - składającej się z pojedynczych (ale wraz ze wzrostem średnicy naczynia - liczniejszych), podłużnych włókien sprężystych;
- błony środkowej - składającej się z 1-2 (do kilkunastu) ciągłych warstw okrężnie przebiegających komórek mięśniowych gładkich przeplatanych włóknami sprężystymi; w naczyniach o średnicy 80 μm znajdują się 2 warstwy mięśniówki, w naczyniach o średnicy 130 μm - 3-4 warstwy, w tętnicy potylicznej - 13 warstw;
- słabo rozwiniętej blaszki (błona) sprężystej zewnętrznej;
- cienkiej przydanki z zagęszczającą się wokół niej tkanką łączną.

Mimo drobnej średnicy tętniczki mają stosunkowo grubą mięśniówkę i charakteryzują się dużą kurczliwością, dlatego napięcie mięśniówki błony środkowej arterioli jest głównym czynnikiem decydującym o obwodowym oporze łożyska naczyniowego i przez to reguluje ciśnienie krwi. Kurczą się pod wpływem stymulacji autonomicznej lub bodźców chemicznych (adrenalina).
Tętniczki przechodzą płynnie w naczynia przedwłosowate (łac. vasa precapillaria, inaczej metaarteriolae), które są łącznikiem z naczyniami włosowatymi przewodzącymi (elementami sieci włosowatej). Naczynia przedwłosowate zbudowane są z (od światła naczynia):
- śródbłonka, którego komórki zorientowane są wzdłuż osi naczynia;
- okrężnie lub spiralnie ułożonych komórek mięśniówki gładkiej.

Im bliżej tętniczek ilość elementów mięśniowych w ścianie naczynia przedwłosowatego wzrasta.

### Tętnice a żyły
W związku z wyższym i bardziej zmiennym ciśnieniem krwi w tętnicach niż w żyłach, ściany tętnic są grubsze i zawierają więcej elementów sprężystych oraz komórek mięśniowych regulujących napięcie ściany. W tętnicach, komórki mięśniówki zgromadzone są gł. w warstwie środkowej, w żyłach - występują we wszystkich warstwach. Budowa warstwowa ściany naczyń jest wyraźniejsza w tętnicach. Budowa ściany tętnic w mniejszym stopniu zależy od charakteru okolicznych tkanek, przez które przebiegają.

#### Zespolenia tętniczo-żylne
Naczynia tętnicze poprzez sieć naczyń włosowatych przechodzą w naczynia żylne. W organizmie człowieka występują również bezpośrednie połączenia tętnic z żyłami omijające sieci włosowate. Makroskopowo mają formę kłębków naczyniowych i są wykorzystywane gł. do regulacji przepływu krwi przez narządy np. narażone na oziębienie (opuszki palców, błona śluzowa nosa).

## Unaczynienie tętnic
W tętniczkach i naczyniach przedwłosowatych do 1 mm średnicy ściany odżywia krew w nich płynąca. Przy naczyniach o większej średnicy rozwija się sieć naczyń własnych (naczynia naczyń, łac. vasa vasorum), odchodzących od sąsiednich tętnic, zaopatrujących warstwę zewnętrzną i 1/3-2/3 zewnętrzne warstwy środkowej. Oprócz naczyń krwionośnych, w ścianach znajdują się również naczynia chłonne odprowadzające chłonkę do naczyń chłonnych towarzyszących.

## Unerwienie tętnic
Tętnice są unerwione czuciowo i ruchowo. Oba rodzaje włókien tworzą gęstą sieć dookoła naczynia i w jego błonie zewnętrznej. Analogiczna sieć obejmuje naczynia żylne.
Włókna nerwowe czuciowe są włóknami rdzennymi dochodzącymi z nerwów mózgowo-rdzeniowych. Włókna czuciowe, po utracie osłonki rdzennej, tworzą zakończenia nerwowe w formie ciałek Vatera-Paciniego i kolb Krauzego, szczególnie liczne w zatoce tętnicy szyjnej.
Włókna nerwowe ruchowe są włóknami bezrdzennymi układu autonomicznego pochodzącymi ze splotu aortowego lub segmentalnych nerwów mózgowo-rdzeniowych. Wnikają do poszczególnych warstw ściany tętnic i kończą się na komórkach mięśniowych zakończeniami guziczkowymi lub rozgałęziając się na siateczki końcowe złożone z cienkich neurofibrylli.

## Morfologia
Zasadniczo tętnica kieruje się do obszaru unaczynianego najkrótszą drogą. Dotyczy to stosunków anatomicznych powstających na wczesnych etapach rozwoju, wskutek późniejszego przesuwania się niektórych narządów tętnice "podążają" za unaczynianym organem. U człowieka dotyczy to np. tętnic jądrowych i tętnic jajnikowych unaczyniających odpowiednio jądra i jajniki.
Poszczególne narządy posiadają zwykle główne źródło unaczynienia oraz szereg naczyń pomocniczych.
Przebieg naczynia w pobliżu i obrębie unaczynianego organu zależny jest od jego funkcji i ruchomości. Przebieg łukowaty związany jest z ruchami narządu w trakcie pracy mięśni i stawów (np. tętnice unaczyniające gruczoł tarczowy człowieka), przebieg wężowaty lub śrubowaty mają tętnice zaopatrujące narządy o zmiennej objętości i kształcie (np. tętnice maciczne u kobiety, tętnice pęcherzowe, tętnice wargowe, tętnice językowe). Przebieg wężowaty pojawia się też z wiekiem w związku ze spadkiem sprężystości ścian (np. tętnica skroniowa człowieka).
W okolicach stawów tętnice przebiegają po stronie zginaczy, co pozwala uchronić naczynia przed rozciąganiem, a ponadto podłużne napięcie ściany oddala naczynie od stawu przez co zmniejsza stopień załamania i ograniczenia przepływu. Sieć tętnicza oplatająca staw (łac. rete arteriosum) również zapobiega ograniczeniu przepływu krwi podczas ruchów.
Z punktu widzenia opisowego rozgałęzień tętnic można wyróżnić gałęzie boczne i gałęzie końcowe. Gałęzie końcowe powstają wskutek podziału naczynia macierzystego na dwie, mniej więcej równe gałęzie. Kąt, pod którym naczynie odgałęzia się od głównego nazywa się kątem odchylenia. Jeżeli kąt odchylenia jest rozwarty to gałąź nazywa się wówczas naczyniem wstecznym (łac. vas recurrens).
Tętnicom na przebiegu towarzyszą żyły i naczynia chłonne tworząc powrózek naczyniowy zwykle otoczony łącznotkankową pochewką naczyniową (łac. vagina vasorum). Jeśli do naczyń dochodzi pień nerwowy mówi się o powrózku naczyniowo-nerwowym. Dużym i średnim tętnicom (aorta, tętnice podobojczykowe, tętnice pachowe, tętnice udowe) towarzyszy zwykle pojedyncza żyła. Pozostałym tętnicom (z wyjątkiem dopływów żyły wrotnej) towarzyszą 2 (wyjątkowo 3) żyły leżące obwodowo w stosunku do tętnicy.
Tętnice zasadniczo leżą stosunkowo głęboko w ciele, w miejscach ochranianych elementami kostnymi, prawie zawsze pod powięzią powierzchowną ciała. Nieliczne wyjątki u człowieka to np. tętnice nadbloczkowe, gałęzie tętnic skroniowych.

### Morfologia tętnic a mechanika krążenia
Większe tętnice rozgałęziają się na kształt drzewa, co ma odzwierciedlenie w nazewnictwie (pień, gałęzie, gałązki). W odcinkach między kolejnymi odgałęzieniami średnica naczynia macierzystego nie zmienia się. Wraz z rozgałęzianiem zmniejsza się średnica naczynia i jego światło, ale nieproporcjonalnie, dlatego cienkie tętnice mają stosunkowo grubą ścianę. Dzieląc się, tętnica tworzy dwa potomne naczynia, których światła mają łącznie większy przekrój. W związku z tym obwodowo rośnie powierzchnia przekroju poprzecznego wraz z potencjalną powierzchnią wymiany tlenu, dwutlenku węgla i składników odżywczych z komórkami organizmu.
Równocześnie ze zwężaniem się światła tętnic rośnie opór naczyniowy. Ok. 2/3 energii uzyskiwanej przy skurczu serca (pod postacią nadanego krwi ciśnienia) jest zużywana na jego pokonanie. Zmniejszające się wraz z odległością od serca ciśnienie średnie oraz działanie elementów sprężystych ścian tętnic doprowadza ostatecznie do równomierności przepływu krwi w naczyniach włosowatych.
Szybkość centralnego prądu krwi zależy od odległości od serca. W aorcie osiąga 200-500 mm/s, w naczyniach włosowatych poniżej 1 mm/s. Im większe naczynie, tym wyraźniej zaznaczony jest laminarny charakter przepływu krwi, tzn. największe wartości osiąga w osi naczynia, spada stopniowo obwodowo, aby w pobliżu ściany naczynia osiągnąć wartości bliskie zeru.
Kształt światła naczynia i rozgałęzień uwarunkowany jest hemodynamicznie. Tętnice mają kształt cylindrycznych cew o przekroju poprzecznym okrągłym lub nieco owalnym na zgięciach. Naczynia odchodzące od pnia macierzystego nie mają ściśle cylindrycznego kształtu. Krótki odcinek początkowy jest stożkowato zwężony i nosi nazwę stożka początkowego. Stożek naśladuje kształt strumienia płynu, który opuszcza większe naczynie pod kątem, przez co minimalizuje wzrost oporu naczyniowego na rozgałęzieniu. W przypadku, gdy naczynie potomne ma średnicę co najmniej 2/5 średnicy naczynia macierzystego pień ten odgina się w kierunku przeciwnym do kierunku gałęzi odchodzącej. Kąt odchylenia i budowa ostrogi naczyniowej (klin ściany tętnicy wnikający do światła naczynia na rozgałęzieniu) również umożliwiają minimalizację oporu i wtórnie zmniejszenie potrzebnej pracy do osiągnięcia odpowiedniego ukrwienia narządów.

#### Sprężyste napięcie podłużne
W trakcie rozwoju osobniczego wzrastanie tętnic na długość jest mniejsze niż wzrastanie narządów sąsiednich. Skutkuje to rozciąganiem ściany tętnicy na długość (tętnica wycięta z ustroju skraca się) i jednocześnie tendencją do ułożenia zgięciowego członków ciała. Z wiekiem stan napięcia zmniejsza się, tętnice wydłużają się, mogą układać się wężowato lub spiralnie.